# Wagomiar bomby
Wagomiar bomby – jedna z podstawowych charakterystyk bomb lotniczych, która określa jej nominalną masę. Jest to parametr dynamiczny (balistyczny) zdefiniowany w mierze metrycznej wyrażana w kilogramach a w krajach anglosaskich w funtach. Dla poszczególnych wagomiarów określone są dane geometryczne (średnica, długość itp). Bomby o wagomiarze 0,5-25 kg określa się jako bomby małych wagomiarów, od 50 do 100 kg są to bomby odłamkowe. Od 100-250 kg i więcej to bomby burzące. 